# Nicklas Svale Andersen
Nicklas Svale Andersen (* 28. Mai 1991 in Dänemark) ist ein dänischer Schauspieler. Er spielte bei „Der verlorene Schatz der Tempelritter“ die Rolle des Mathias.

## Filmografie
- 2006: Der verlorene Schatz der Tempelritter
- 2007: Der verlorene Schatz der Tempelritter 2
- 2008: Der verlorene Schatz der Tempelritter 3